# Salva Rubio
Salvador Rubio Gómez (Madrid, 1978), publicerend onder de naam Salva Rubio, is een Spaanse schrijver en scenarioschrijver van speelfilms. Hij is geassocieerd lid van de Writers Guild of America (WGA) en lid van de Academia de las Artes y las Ciencias Cinematográficas de España. Hij is in Nederland onder meer bekend van zijn bewerking van de roman van Antonio Iturbe, De bibliothecaresse van Auschwitz, tot graphic novel.

## Biografie
Rubio promoveerde tot doctor in Geschiedenis en Kunsten aan de Universidad de Granada, behaalde een licentiaat in Kunstgeschiedenis aan de Universidad Complutense de Madrid en volgde een masteropleiding in film- en televisiescenario aan de Universidad Carlos III de Madrid.
Hij won de prestigieuze Julio Alejandro-prijs van de Sociedad General de Autores y Editores (SGAE) voor het script Mugalari. Zijn korte animatiefilm Checkout werd meervoudig bekroond en kwam in aanmerking voor een Goya-nominatie in 2010. Hij was mede-scenarist van de animatiefilm Deep, genomineerd voor Beste Animatiefilm bij de Premios Goya 2018.
Zijn werk Django main de feu werd bekroond als Beste Historische Graphic Novel op het stripfestival Fête de la BD in Brussel (Prix Cognito de la BD historique). Hij ontving voor Degas and Cassatt, The Dance of Solitude een Japan International Manga Award in 2025.
In 2017 werd aangekondigd dat Rubio was uitgekozen om de boekenreeks Save the Cat! van de Amerikaanse auteur Blake Snyder voort te zetten, met het boek Save the Cat! Goes to the Indies. In 2018 koos Arturo Pérez-Reverte hem, samen met tekenaar Rubén del Rincón, om een strip-spin-off te maken van zijn roman El tango de la Guardia Vieja, onder de titel Max. Hij bewerkte tevens werken van andere Spaanse bestsellerauteurs, zoals Antonio Iturbe en Javier Sierra, tot graphic novels.
Salva Rubio is een vaste medewerker van het Spaanse tijdschrift Jot Down.
Zijn graphic novel De bibliothecaresse van Auschwitz is in Nederland aangemerkt als Lezen voor de Lijst boek (leeftijd 12-15 jaar, niveau 2).

## Werken

### Film
- Deep (mede-scenarist, 2017)

### Romans
- Zíngara: buscando a Jim Morrison, Penguin Random House Grupo Editorial España, 2012
- El Príncipe: Basada en la serie creada por Aitor Gabilondo y César Benítez, Penguin Random House Grupo Editorial España, 2014
- Baila Laia, Milenio, 2025

### Essays
- Metal extremo: 30 años de oscuridad (1981-2011), Milenio, 2011
- Metal extremo 2: Crónicas del abismo (2011-2016), Milenio, 2016
- Save the Cat! Goes to the Indies: The Screenwriters Guide to 50 Films from the Masters, Save the Cat! Press, 2017
- Tras los pasos de Indiana Jones: objetos mágicos, lugares míticos y secretos de la saga, Minotauro, 2021
- Capoeira nights: los Pifs, autores de cómic españoles en el mercado francobelga de los 80 a la actualidad, in: Félix López (red.), De Pif a Blacksad: panorámica de la presencia española en la bande dessinée, ACyT, 2024
- El impacto internacional del cómic español, in: Libro Blanco del Cómic en España, Sectorial del Cómic / Acción Cultural Española, Dirección General del Libro, el Cómic y la Lectura, 2024

### Strips / Graphic novels
- Robinsón Cruasán, geïllustreerd door Cristina Pérez Navarro, Thule, 2013
- Vinland: la saga de Freydís Eiríksdóttir, geïllustreerd door Stebba Ósk Ómarsdóttir, Thule Ediciones, 2017
- Monet: Nomade de la Lumière, geïllustreerd door EFA, Le Lombard, 2017,in het Nederlands vertaald als: Monet. Op zoek naar licht
- Le photographe de Mauthausen, geïllustreerd door Pedro Colombo, Le Lombard, 2017, in het Nederlands vertaald als: De fotograaf van Mauthausen
- Max 1: Le silence après le tango, geïllustreerd door Rubén del Rincón, kleur: Amélie & Lerolle, Editions du Long Bec, 2018
- Max 2: Fox-trot sur une tombe, geïllustreerd door Rubén del Rincón, kleur: Amélie & Lerolle, Editions du Long Bec, 2018
- Miles et Juliette, geïllustreerd door Sagar, Editions Delcourt, 2019
- Django Main de Feu, geïllustreerd door EFA, Editions Dupuis, 2020, in het Nederlands vertaald als: Django, vonken en vuur
- Degas: la Danse de la Solitude, geïllustreerd door EFA, Le Lombard, 2021
- Les Zazous 1: All too soon, geïllustreerd door Danide, Glénat Editions, 2021
- Brel, une vie à mille temps 1: Quand on n’a pas que la musique, geïllustreerd door Sagar, Glénat Editions, 2021
- Viollet-Le-Duc, l’homme qui ressuscita Notre-Dame, geïllustreerd door Edu Ocaña, Editions Delcourt, 2022
- La Bibliotecaria de Auschwitz, geïllustreerd door Loreto Aroca, Planeta Cómic, 2022, in het Nederlands vertaald als: De bibliothecaresse van Auschwitz
- La Pirámide Inmortal, geïllustreerd door Cesc Dalmases, Norma Editorial, 2022
- Le Premier Dumas 1: Le dragon noir, geïllustreerd door Rubén del Rincón, Glénat Editions, 2022
- Nemoralia, vol. 1, geïllustreerd door Mateo Guerrero, Editions Robinson, 2022, in het Nederlands vertaald als: Het festival van de dood
- Brel, une vie à mille temps 2: Ne me quitte pas, geïllustreerd door Sagar, Glénat Editions, 2022
- Les Zazous 2: You don't know what love is, geïllustreerd door Danide, Glénat Editions, 2023
- Bartholdi, la Statue de la Liberté, geïllustreerd door Edu Ocaña, Editions Delcourt, 2023
- Le Premier Dumas 2: Le diable noir, geïllustreerd door Rubén del Rincón, Glénat Editions, 2023
- Brel, une vie à mille temps 3: Marquises, geïllustreerd door Sagar, Glénat Editions, 2024
- Les Zazous 3: Every time we say goodbye, geïllustreerd door Danide, Glénat Editions, 2024
- Le Premier Dumas 3: Le comte noir, geïllustreerd door Rubén del Rincón, Glénat Editions, 2024
- La Guerra de Audrey, geïllustreerd door Loreto Aroca, Planeta Cómic, 2025

- Biblioteca Nacional de España: XX5179620
- Bibliothèque nationale de France: cb16713093z (data)
- Catàleg d'autoritats de noms i títols de Catalunya: 981058513192406706
- Gemeinsame Normdatei: 1102178179
- International Standard Name Identifier: 0000 0003 6746 999X
- Library of Congress Control Number: n2013007829
- Nationale Bibliotheek van Tsjechië: xx0301803
- Nationale Bibliotheek van Israël: 987007933265105171
- Nederlandse Thesaurus van Auteursnamen: 410329665
- Système universitaire de documentation: 200627295
- Virtual International Authority File: 232216206
- WorldCat: E39PBJg4r8P8CByxFBQgg78DMP